# 傅楫
傅楫 (1042年—1102年)，字元通，号金石，福建兴化军仙游县孝仁里（今莆田仙游赖店镇）人，宋治平四年进士，北宋官员。曾任扬州司户参军兼天长县令、福清县丞、龙泉知县、太常博士、直秘阁、吏部司封员外郎、殿中侍御史、国子司业、起居郎、中书舍人等职，后以龙图阁侍制出任亳州知府，死于任内，享年61岁。其为官清正廉明、关心国事，为后人所称道。其著有文集35卷。

## 生平
傅楫生于1041年。其勤奋好学，不到20岁便考上广文馆第一。其曾跟随孙觉、陈襄学习，于治平四年（1067年）第进士。同年，其任扬州司户参军兼天长县令。
后来，傅楫被调任至福清县丞、龙泉知县，任太常博士后，其为端王赵佶（即后来的宋徽宗）讲学。元符二年（1099年），右正言邹浩获罪被贬，傅楫因为与其叙别并为其赠送生活用品而被免官。
宋徽宗即位后，傅楫先后被命为直秘阁、吏部司封员外郎、殿中侍御史、国子司业、起居郎、中书舍人等职。后因看不惯徽宗贪图享乐，朝政混乱等问题请求致仕。1101年，其以龙图阁侍制出任亳州知府，同年，傅楫去世，年61岁。宋徽宗赐其绢三百匹并封赠少师。

## 事迹
傅楫在地方任官时，地方官员常以难办之事刁难他，他都能应对自如。当时他的老师孙觉任监察御史，他对傅楫说：朝廷欲用君，盍少留？“傅楫回应说：”仕臣所以乐居中者，免外台督责耳。今俯首权门，觡外台奚择？且外官，己所当得也。“于是他便头也不回地走了。
傅楫升迁后，曾经四年未拜访过一位大臣。熙宁年间，宋神宗召大臣讨论北方边防问题，傅楫的上奏一针见血，得到了神宗的赞赏。他调任太常博士为端王赵佶讲学时，洁身自好，不与与赵佶所勾结的小人为伍，致使五年没有升迁。元符二年（1099年），右正言邹浩被当时的宰相章惇诋毁遭免职流放新州，傅楫因为与其叙别亦被免职。
宋徽宗在位期间，宰相曾布因为曾推举傅楫希望拉拢他，傅楫不为所动，在朝廷及曾布的命令有不妥之处时仍直言劝谏，曾布大失所望。一次，曾布秘密令傅楫执行选秀任务，傅楫当面批评此事不妥。宋徽宗曾因其师生关系多次拜访他，傅楫每次都以遵守祖宗法度、安静自然为话题，以至于一次李清臣提到相同话题时徽宗说：”近臣中唯傅楫常道此（清心省事）。“
据说，傅楫藏书极为丰富。他每见到一本不同的书就用手抄录它，所得的俸禄几乎都用来买书。就这样，他家中藏书达到了万卷。

## 身后
今天仙游县许多景点均与傅楫有关。他是陈襄的得意门生，曾被在金石山讲过学的陈襄夸赞为”金石人也“，该山由此得名。傅楫死后，其三子傅谦为他修建了“金石山福道神院”，即今天的仙游万寿观。